# Lexique du costume breton
Le lexique du costume breton est l'ensemble des termes qui décrivent les différents effets d'habillements spécifiques aux traditions vestimentaires de la Bretagne.

## Coiffes

### Vocabulaire général
- Ailes : partie de la coiffe, qui se trouve sur les côtés[1].
- Bandeau : entourant le front et les tempes c'est ce qui fait tenir la coiffe[1].
- Boned : petite coiffe de toile, portée sous la grande coiffe
- Coiffe : coiffure confectionnée en toile, en drap ou en dentelle[1].
- Koef bras : grande coiffe de sortie
- Las : ruban de coiffe

### Dénominations locales
- Bigoud ou bigoudenn : partie supérieure de la coiffe de Pont-l'Abbé et par extension, nom donné aux habitants de la région[2].
- Bordoù-paisan : coiffe de la région de Châteauneuf-du-Faou
- Chikolodenn : coiffe du Haut-Léon désignant, par extension, ses habitants. Peut aussi désigner la coiffe de cérémonie en tulle portée à l'Île de Batz[3]
- Fond : la partie qui se trouve sur le dessus d'une coiffe[1].
- Kerfeunten : ancienne coiffe de tous les jours du pays Borledenn
- Penn sardin : coiffe de femmes, région de Douarnenez et presqu'île de Crozon, ports de l'Île-Tudy et de Concarneau et désignant les femmes qui la portaient, et encore de nos jours, les Douarnenaises.
- Taled, taledenn : partie arrière de la coiffe bigoudenn

- Haut – A
- B
- C
- D
- E
- F
- G
- H
- I
- J
- K
- L
- M
- N
- O
- P
- Q
- R
- S
- T
- U
- V
- W
- X
- Y
- Z

## Lexique

### A
- Arigell loren : jarretière
- Astrakan : pèlerine

### B

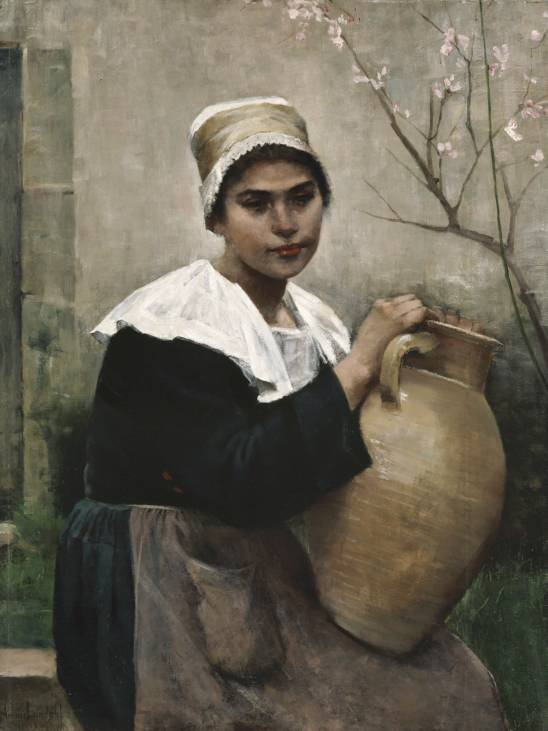
Boned

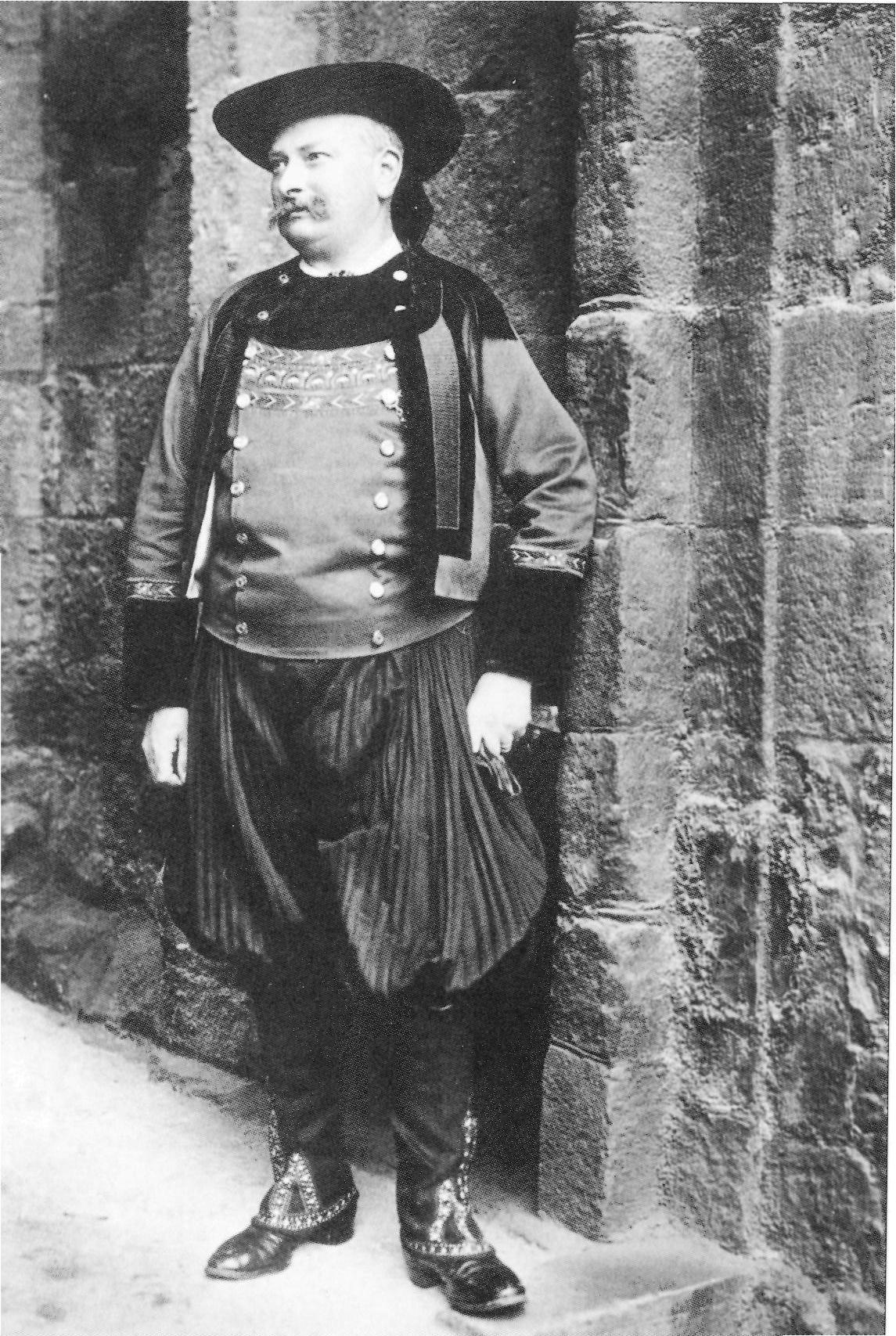
Bragou braz

- Bordoù-paisan : coiffe de la région de Châteauneuf-du-Faou
- Basin : toile de coton et de fil
- Begin : habits de deuil
- Bered : béret de marin
- Bigoud ou bigoudenn : partie supérieure de la coiffe de Pont-l'Abbé
- Blouk : boucle
- Blouzenn : blouse
- Boned : petite coiffe de toile, portée sous la grande coiffe
- Boned plat : béret de type alpin
- Bordoù voulouz : bords du chapeau
- Borledenn : costume féminin de la région de Quimper-Kemper
- Boteù : chaussures (Vannetais)
- Botoù koad : sabots
- Botoù ler : chaussures de cuir, souliers
- Boukl : boucle
- Boulouzenn : ruban du chapeau, ses pans flottants
- Bourraden : feuille de fougère, motif décoratif des broderies bigoudènes qui symbolise l'abondance
- Botez : soulier
- Boutonenn : bouton
- Bragezenn : jambe du pantalon
- Bragoù : pantalon
- Bragoù bras : grande culotte bouffante (braies) s'arrêtant au genou, portée avec des guêtres de laine
- Bragoù dindan : caleçon
- Bragoù hir : pantalon
- Brelenn : grande veste noire à boutons rouges
- Brodour : brodeur orant les plastrons, revers de manche de différents motifs, cannetilles

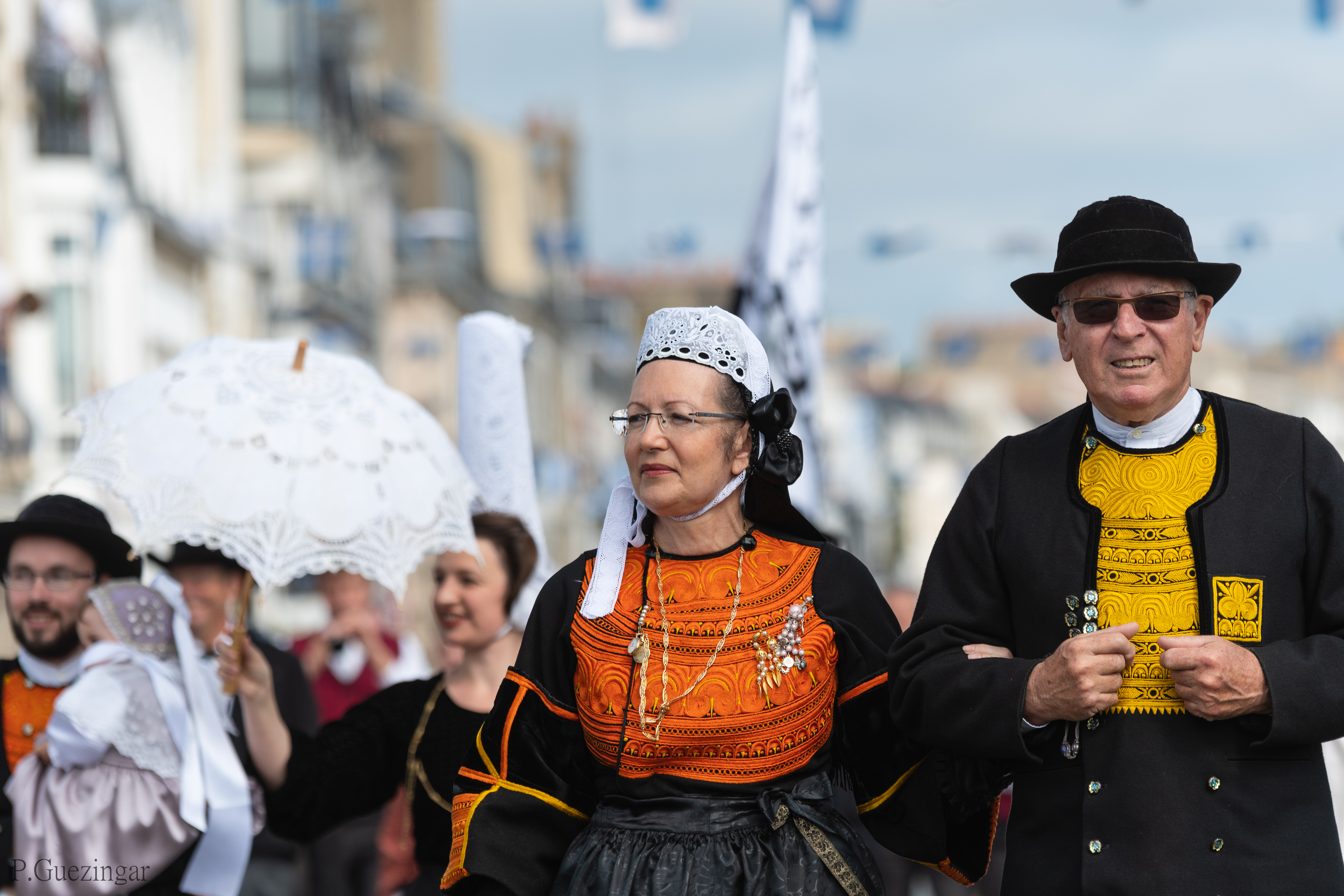
Plastrons de gilets bigoudens, brodés en rangées.

- Brozh : jupe
- Brozh voulouz : jupe bigoudène

### C
- Kolier : col

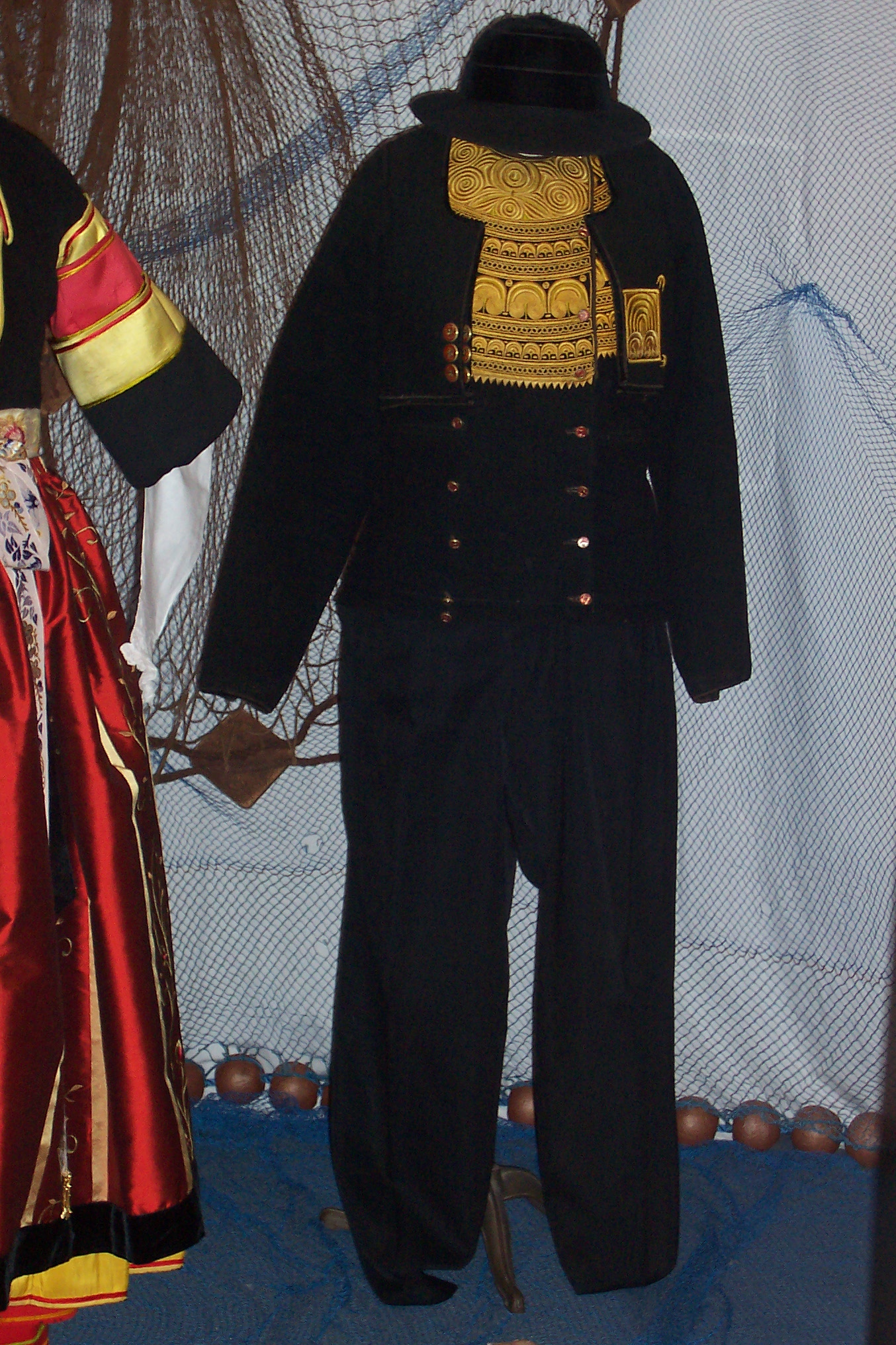
Chupenn de Pont l'Abbé

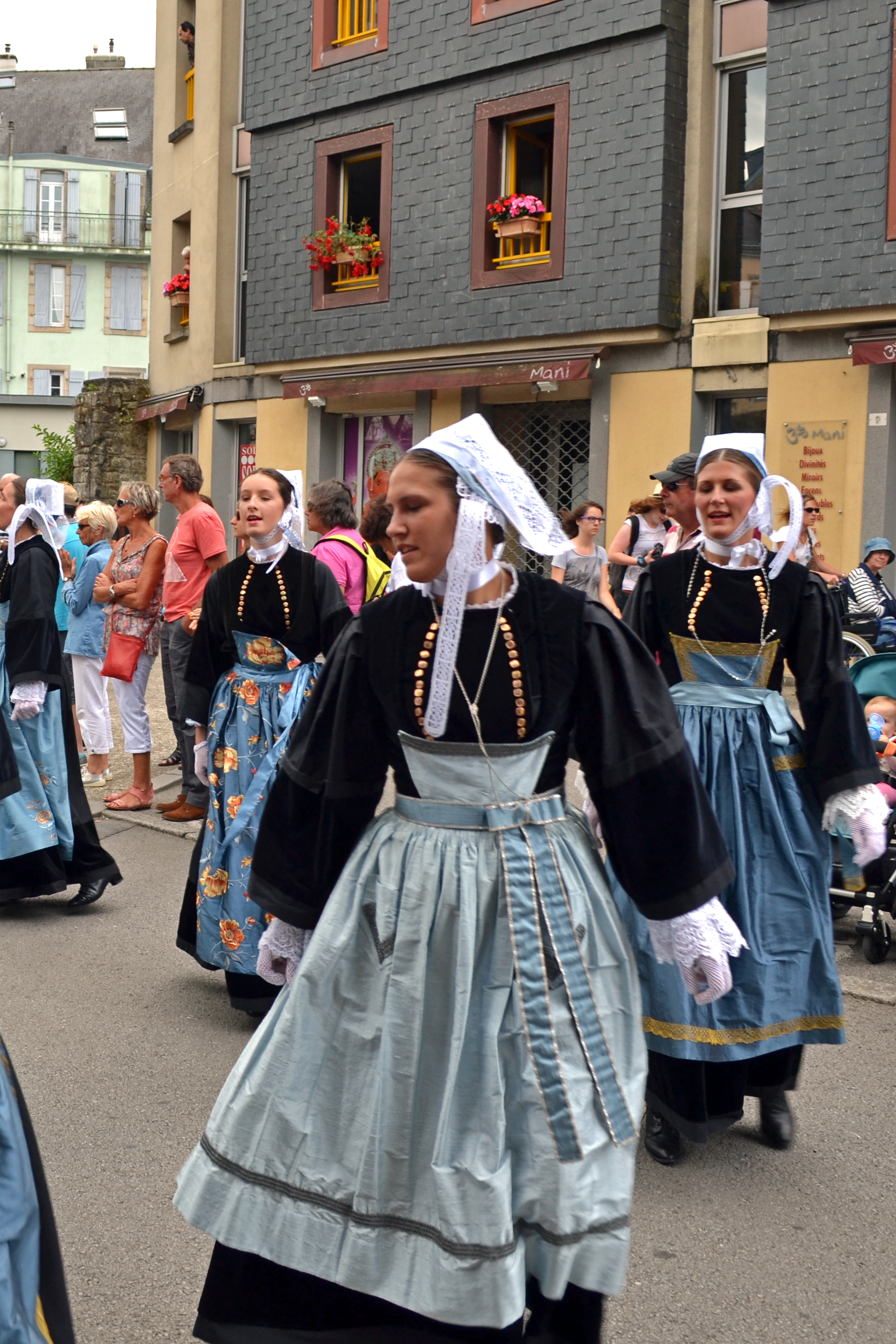
Davanjer du pays Pourlet

- Chadenn ar bed ou chadennad buhezek : chaîne de la vie, motif décoratif des broderies bigoudènes qui symbolise la confiance en Dieu[5] et dont le style rappelle la stylisation des fleurs de lys, symbole politique durant le XIXe siècle[2].
- Chakod : poche
- Chal : châle
- Chikolodenn : coiffe du Haut-Léon désignant, par extension, ses habitants.
- Chupenn : veste courte pour homme
- Chustinenn (korsaj) : corsage. La mode évoluant, le corselet et le gilet ont progressivement été attachés en une seule appelée camisole
- Culotte ou en breton bragoù : pièce d'habit ancêtre du pantalon, qui appartient au costume breton, français, albanais et tyrolien[6].
- Tavañjer : tablier à devantier

### D
- Doubleur : doublure
- Draen-pesk ou dren-pesk : arête de poisson, motif décoratif des broderies bigoudènes qui symbolise le rapport à la mer

### E
- Ere-loer : jarretière

### F
- Ferourez : repasseuse de coiffes
- Feson : allure générale d'un costume local
- Fiched : poche
- Fleurenn goarn : fleur de coin, motif décoratif des broderies bigoudènes
- Fling : franges
- Frag : salopette de marin
- Furlukin : pantalon

### G
- Gamachoù : guêtres
- Gazen : gaze
- Glazig : mode masculine de Kemper
- God : pli de robe
- Godell : poche
- Goeledenn : jupe
- Gouriz : ceinture de cuir toujours portée avec le bragou bras
- Gouzougenn : collerette
- Gwri : couture
- Gweltroù : guêtres
- Gwiskamant : habillement
- Giviz : chemise de femme fermée

### H
- Heol : soleil, motif décoratif des broderies bigoudènes qui symbolise la joie[5]
- Heskenn dantou : dents de scie qui symbolisent le travail[5]

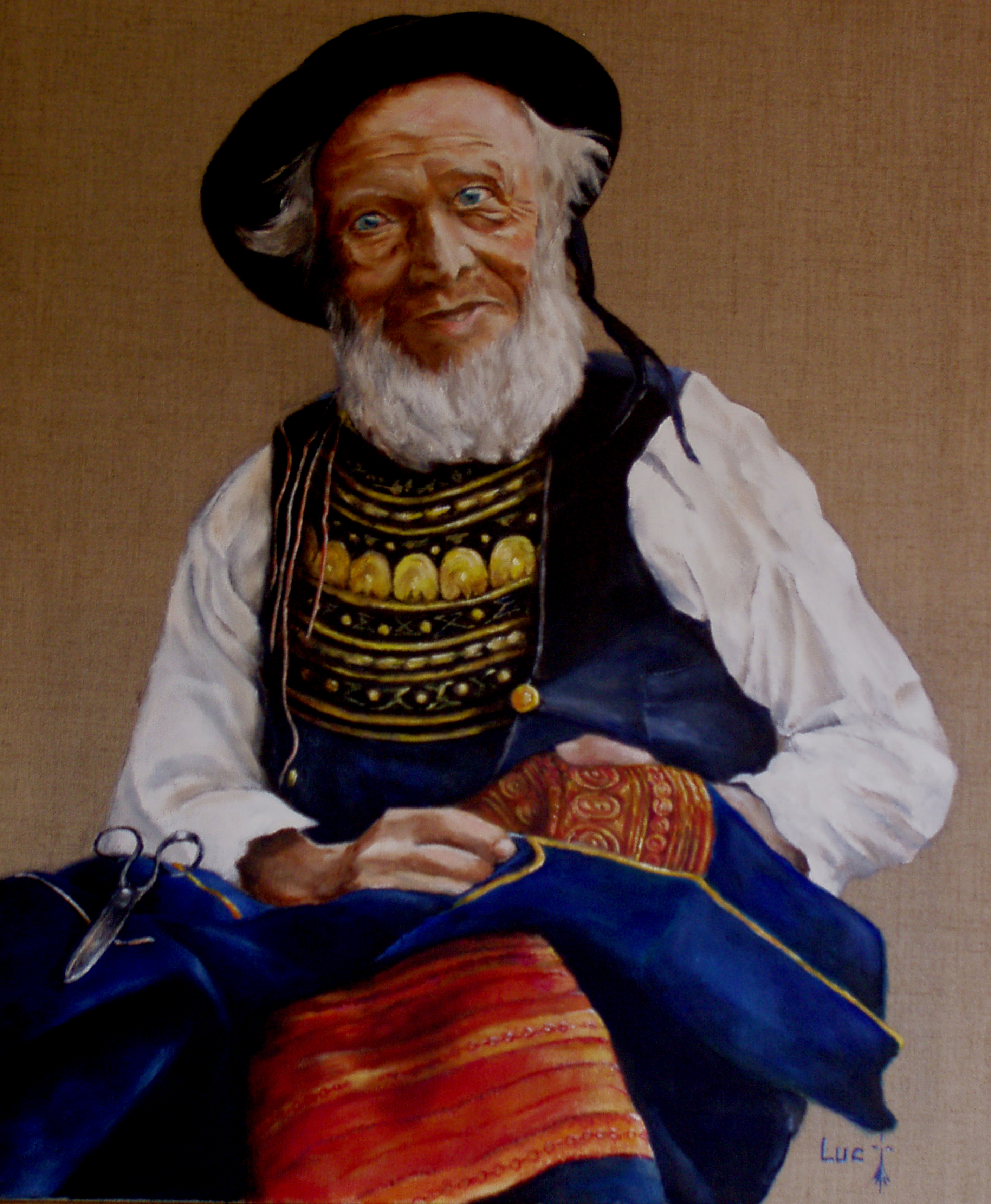
Jiletenn de Pont L'Abbé

- Hivizenn : chemisette

### J
- Jiletenn : gilet masculin ouvert ou fermé
- Jupenn : (chupenn) veste courte pour homme
- Justenn : robe
- Justin : corset
- Justinenn, jistinenn : autre orthographe de chustinenn

### K
- Kaban-kab : caban de marin
- Kabell : bonnet d'enfant

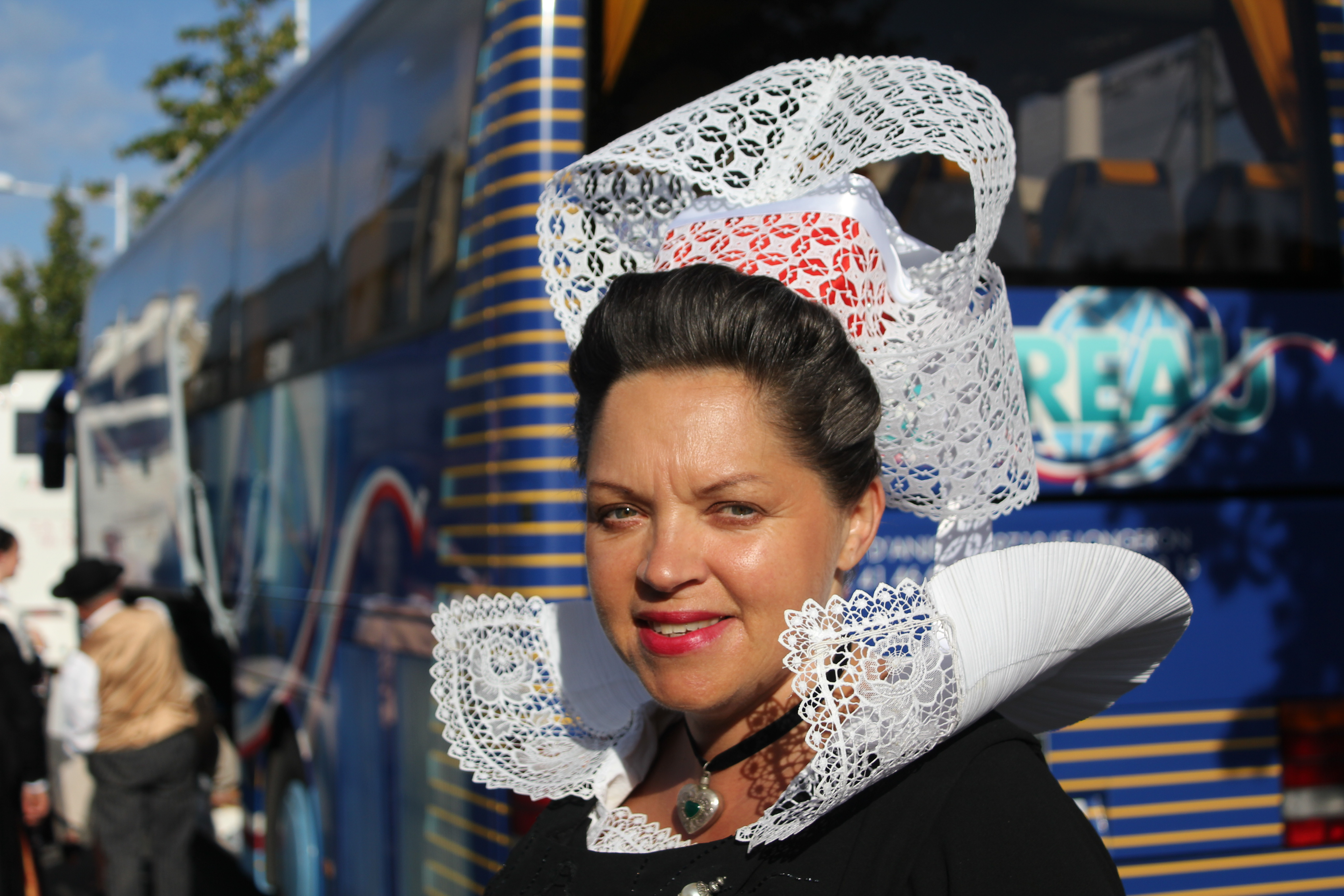
Koeff bras

- Kabig : vêtement féminin ou masculin dérivé du kab an aod
- Kaleson : caleçon
- Kalotenn : calot
- Kap : cape de deuil
- Kap du : capeline noire
- Kasketenn : béret, casquette
- Kemener : tailleur d'habits
- Kemenerez : couturière
- Kerfeunten : ancienne coiffe de tous les jours du pays Borledenn
- Kernett : cornette
- Kiez ha ki : agrafe d'argent de la cape
- Koef bras : grande coiffe de sortie
- Kofignon : chausson
- Kolier : col
- Korf-chupenn : gilet à manches, porté sous le chupenn
- Korfenn : corset
- Kornou maout, korn chas : cornes de bélier, cor de chasse, motif décoratif des broderies bigoudènes qui symbolise la force[5]
- Korsed : corset
- Kotilhenn : jupe
- Kramailhon ou Carmagnole : veste courte en usage en Bretagne et dans le Tyrol[7].
- Krepez : jabot, ouverture du col de la chemise
- Krib : peigne pour tenir les cheveux
- Kulotenn : pantalon (variantes kulott, kilott)

### L
- Las : ruban de coiffe
- Lasoù seiz : rubans de costume d'enfant
- Lastik : jarretière
- Lien : linge de corps
- Lieten : lacet
- Loeroù : bas
- Las loeroù : jarretière
- Lostenn dindan : jupon

### M
- Manchoù : manches
- Mantell : manteau
- Mantell gañv : cape de deuil
- Mimi : pèlerine de fourrure
- Mouchouer : fichu
- Mouchouër : châle
- Moumoutik : plume de cygne
- Mouzelinn : mousseline

### N
- Nahenn : lacet
- Nozelenn : bouton d'habit

### O
- Oposom : pèlerine
- Otoù : pantalon
- Otoù jan : caleçon du pays Bigouden

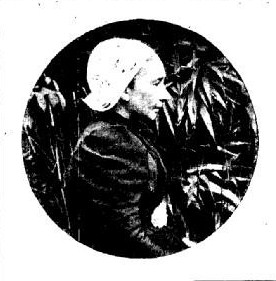
Penn Sardin

### P
- Paltok : paletot
- Pann : velours
- Patenn : queue de chemise
- Penn : tête

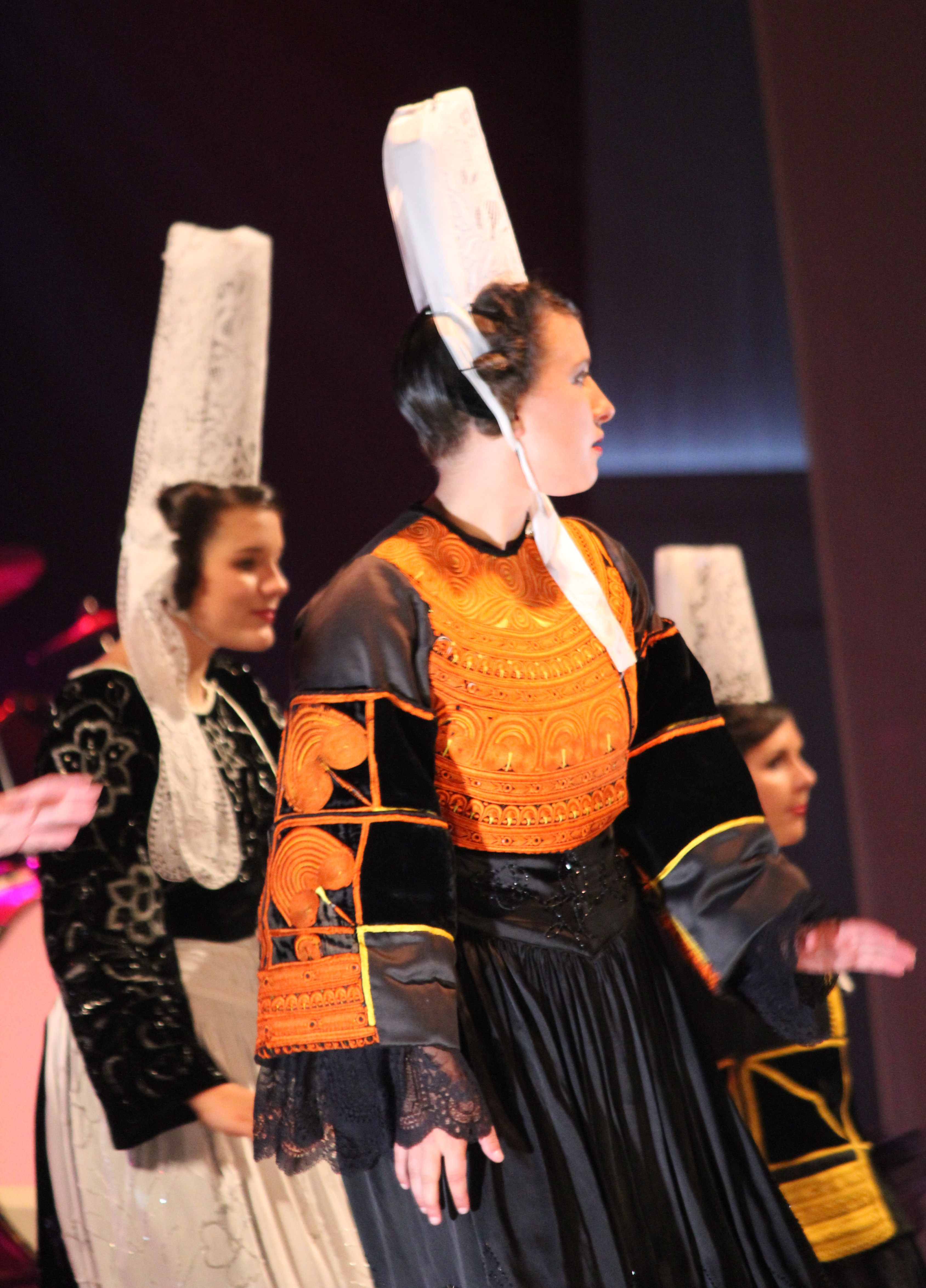
Plum brodé sur le costume d'une Bigoudène.

- Penn sardin : coiffe de femmes, région de Douarnenez et presqu'île de Crozon, ports de l'Île-Tudy et de Concarneau
- Pilhenn : habit usagé
- Pinfet : se dit d'une femme en toilette
- Pinferezh : bijoux
- Planedenn : planète, motif décoratif des broderies bigoudènes qui symbolise la chance[5] ou la destinée[2].
- Plastron : devant brodé du costume bigouden
- Pleon pavenn ou plum : plume de paon, motif décoratif des broderies bigoudènes qui symbolise l'orgueil[5]
- Plom ruz : ruban d'argent
- Poell : jarretière
- Poufañ ar blev : faire gonfler les cheveux en avant et hors de la coiffe
- Poulonnez : plis, fronces
- Pourc'h : habillement
- Pourlet : mode du pays de Guémené sur Scorff

### R
- Roched : chemise d'homme
- Ruzerez : bandeau de cheveux

### S
- Sae : habit long, robe de petite fille ou de petit garçon, pays Bigouden
- Sae : robe de baptême
- Seiz : soie
- Seizenn : ruban (pays Bigouden)

### T

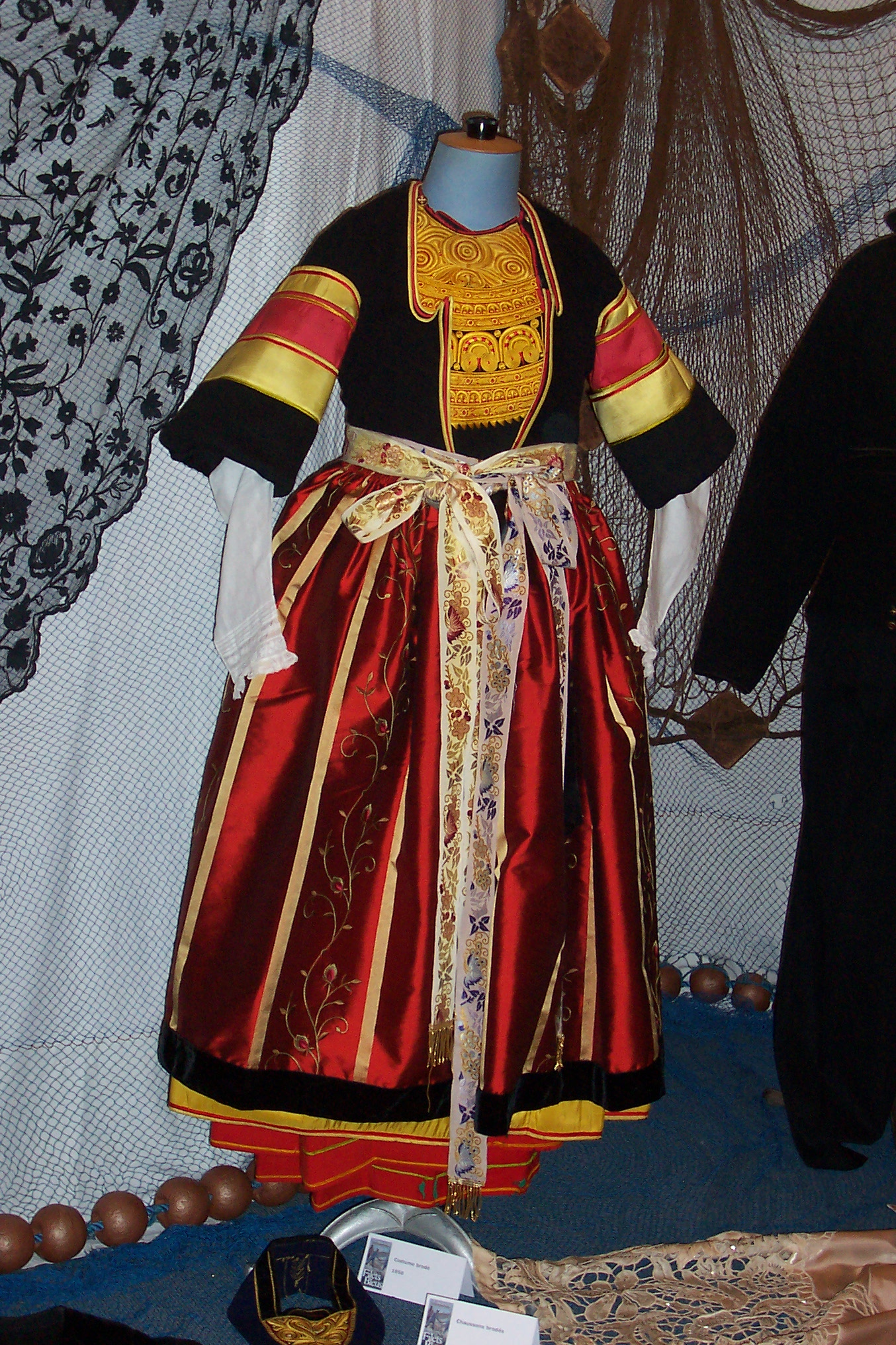
Tavencher

- Taled, taledenn : partie arrière de la coiffe bigoudenn
- Tavañjer : tablier
- Tok : chapeau masculin
- Tok kern-uhel : chapeau de sonneur orné de la grande pièce de velours
- Tok kolo : chapeau de paille
- Torodell : femme ou homme qui se pavane
- Trikheuzoù : guêtres
- Turban : ceinture de lainage
- Mantell : cape de fourrure, pour le deuil des femmes du Bourg-de-Batz
- Voulouz : velours

## Glossaire vestimentaire français en pays paludier
Le pays paludier comprend Batz-sur-Mer, Saillé, et le marais salants guérandais.
- Culotte de lin (paludier guérandais) : caneçon
- Bas de femme à fourchette, breton de Batz (Loire-atlantique) : loro fignoleit.
- Bas rouges pour le jour du mariage ; bas violets ou bleus pour les femmes mariées. La barrette ou fourchette est constituée d'une bande en tricot jacquart à motif floral
- Manteau de deuil pour la veuve (pays guérandais, paludier) : loulou er ventel (masse une dizaine de kilogrammes, couleur noire).
- chapeau à pic : chapeau avec retroussis en forme de corne (de couleur noire, pays des marais salants (44)).
- chapelouses : chenilles de laine multicolores entourant la coiffe et pendant hors du chapeau à pic du paludier (pays de Guérande).